# Fazal Elahi Chaudhry
Pour les articles homonymes, voir Elahi et Chaudhry.
 (septembre 2019).
Si vous disposez d'ouvrages ou d'articles de référence ou si vous connaissez des sites web de qualité traitant du thème abordé ici, merci de compléter l'article en donnant les références utiles à sa vérifiabilité et en les liant à la section « Notes et références ».
Fazal Elahi Chaudhry ou Fazal Ilahi Chaudhry (ourdou : lفضل الہی چودہری), né le 1er janvier 1904 à Kharian (Inde britannique) et mort le 2 juin 1982 à Lahore, est un homme politique et homme d'État pakistanais. 
Il estle cinquième président du Pakistan et le premier à servir sous la Constitution de 1973.

## Biographie
Fazal Elahi Chaudhry rejoint le Parti du peuple pakistanais en 1967. Il est président de l'Assemblée nationale alors que Zulfikar Ali Bhutto, dirigeant du PPP, est président de la République. Le Pakistan se trouve alors dans une phase de transition alors qu'une nouvelle Constitution entre en application le 14 août 1973. Zulfikar Ali Bhutto devient alors Premier ministre, poste le plus important suivant la nouvelle Constitution, et Chaudhry devient président de la République.
À la suite du coup d’État militaire de juillet 1977, Fazal Elahi Chaudry reste président durant un temps alors que le Premier ministre est emprisonné. Il est remplacé le 16 septembre 1978 par le chef de l'armée Muhammad Zia-ul-Haq au poste de président.